# Ambasciatore britannico nel Regno di Sardegna
L’Ambasciatore britannico nel Regno di Sardegna fu il primo rappresentante diplomatico prima del Regno d'Inghilterra, poi del Regno di Gran Bretagna ed infine del Regno Unito nel Ducato di Sardegna prima e nel Regno di Sardegna poi, nonché responsabile della missione diplomatica in Piemonte. Il titolo ufficiale era l'ambasciatore di Sua Maestà Britannica nel Regno di Sardegna.

## Capi delle missioni

### Inviati straordinari in Savoia
- 1611–1612: Henry Wotton[1]
- 1614–1615: Sir Albertus Morton[2]
- 1615–1624: Sir Isaac Wake (residente reggente)[3]
- 1671–1690: marchese di St Thomas, John Finch e Sir William Soame[4]
- 1691–1693: Edmund Poley[5]
- 1693–1694: Dr William Aglionby[5]
- 1693–1704: The Earl of Galway (assente dal 1696)[5][6] (visconte Galway sino al 1697)
- 1699 e 1703–1706: Richard Hill[5]
- 1706: Paul Methuen[5][7]
- 1706–1713: John Chetwynd, poi visconte Chetwynd.[5][8][9]
  - 1708–1713: maggiore generale Francis Palmes[5]
- 1710–1713: Charles Mordaunt, III conte di Peterbrough Missione Speciale 1710–1711; Ministro Plenipotenziario 1712; Ambasciatore Straordinario e Plenipotenziario 1713[5]
- 1714: George St. John (m. 1716 a Venezia)[5]
- 1713–1719: J. Payne, James Cockburn[4]

Nel 1720, la Savoia acquisisce la Sardegna e diviene quindi nota come Regno di Sardegna.

### Inviati straordinari e Ministri Plenipotenziari
- 1719–1725: John Molesworth[5]
- 1726–1727: John Hedges Inviato Straordinario[5]
- 1728–1732: Edmund Allen in carica 1727–1728; Segretario 1728–1734[5]
- 1731–1736: William Capell, III conte di Essex Ministro Plenipotenziario 1731–1732; Ambasciatore 1732–1736[5]
- 1736–1749: Arthur Villettes Residente[5]
  - 1747: Lieut-Gen. Thomas Wentworth Missione Speciale[5]
- 1749–1755: Guglielmo Enrico di Nassau-Zuylestein, IV conte di Rochford[5][10]
- 1755–1758: George Hervey, II conte di Bristol Inviato Straordinario[5]
- 1758–1761: James Mackenzie Inviato Straordinario 1758–1760; poi Inviato Straordinario e Plenipotenziario[5][11]
- 1761–1768: George Pitt, I barone Rivers[5][12]
- 1768–1779: William Lynch Inviato Straordinario 1768–1770; poi Inviato Straordinario e Plenipotenziario[5][11]
- 1779–1783: John Stuart, visconte Mountstuart[5][13]
- 1783–1797: Hon. John Hampden-Trevor Inviato Straordinario 1783–1789; poi Inviato Straordinario e Plenipotenziario[5][11][14]
- 1798–1799: Nessuna rappresentanza diplomatica inglese a causa dell'occupazione francese di Torino[14]
- 1799–1806: Thomas Jackson[5][14][15]
- Relazioni diplomatiche sospese nel 1806–1808[14]
- 1807–1824: Hon. William Hill[11][14]
- 1824–1840: Augustus Foster[14][16]
- 1840–1851: Hon. Ralph Abercromby[14][17]
- 1852–1860: James Hudson[14][18]